# Liga Europa da UEFA de 2009–10 – Fases Finais

## Oitavas de final
.
| Equipe 1           | Total      | Equipe 2       | 1.º jogo | 2.º jogo  |
| ------------------ | ---------- | -------------- | -------- | --------- |
| Hamburg            | 6–5        | Anderlecht     | 3–1      | 3–4       |
| Rubin Kazan        | 2–3        | Wolfsburg      | 1–1      | 1–2 (aet) |
| Atlético de Madrid | 2–2 (g.f.) | Sporting CP    | 0–0      | 2–2       |
| Benfica            | 3–2        | Marseille      | 1–1      | 2–1       |
| Panathinaikos      | 1–4        | Standard Liège | 1–3      | 0–1       |
| Lille              | 1–3        | Liverpool      | 1–0      | 0–3       |
| Juventus           | 4–5        | Fulham         | 3–1      | 1–4       |
| Valencia           | 5–5 (g.f.) | Werder Bremen  | 1–1      | 4–4       |

### Jogos de ida
| 11 de Março | Hamburg                                          | 3 – 1     | Anderlecht | HSH Nordbank Arena, Hamburgo                 |
| 19:00       | Mathijsen 23' · Van Nistelrooy 40' · Jarolím 76' | Relatorio | Legear 45' | Público: 34,921 Árbitro: FRA Laurent Duhamel |

| 11 de Março | Atlético de Madrid | 0 – 0     | Sporting CP | Vicente Calderón Stadium, Madrid         |
| 19:00       |                    | Relatório |             | Público: 42,000 Árbitro: HOL Pieter Vink |

| 11 de Março | Lille      | 1 – 0     | Liverpool | Stadium Lille Métropole, Villeneuve d'Ascq   |
| 19:00       | Hazard 84' | Relatório |           | Público: 17,931 Árbitro: DEN Claus Bo Larsen |

| 11 de Março | Rubin Kazan | 1 – 1     | Wolfsburg     | Central Stadium, Kazan                     |
| 19:00       | Noboa 29'   | Relatório | Misimović 67' | Público: 16,700 Árbitro: POR Pedro Proença |

| 11 de Março | Benfica  | 1 – 1     | Marseille    | Estádio da Luz, Lisbon                   |
| 21:05       | Maxi 76' | Relatório | Ben Arfa 90' | Público: 46,635 Árbitro: GER Felix Brych |

| 11 de Março | Juventus                                       | 3 – 1     | Fulham    | Stadio Olimpico di Torino, Turin           |
| 21:05       | Legrottaglie 9' · Zebina 25' · Trezeguet 45+3' | Relatório | Etuhu 36' | Público: 11,406 Árbitro: GER Florian Meyer |

| 11 de Março | Valencia | 1 – 1     | Werder Bremen     | Estadio Mestalla, Valência                   |
| 21:05       | Mata 57' | Relatório | Frings 24' (pen.) | Público: 35,000 Árbitro: ENG Martin Atkinson |

| 11 de Março | Panathinaikos | 1 – 3     | Standard Liège                             | Estádio Olímpico, Atenas                   |
| 21:05       | Vyntra 48'    | Relatório | Witsel 8' · Jovanović 16' · De Camargo 74' | Público: 50,782 Árbitro: SCO Craig Thomson |

### Jogos de volta
| 18 de Março | Fulham                                      | 4 – 1     | Juventus     | Craven Cottage, Londres                    |
| 19:00       | Zamora 9' · Gera 39', 49' (p) · Dempsey 82' | Relatório | Trezeguet 2' | Público: 23,458 Árbitro: NED Björn Kuipers |

| 18 de Março | Werder Bremen                                             | 4 – 4     | Valencia                    | Weserstadion, Bremen                    |
| 19:00       | Almeida 26' · Frings 57' (pen.) · Marin 62' · Pizarro 84' | Relatório | Villa 3' 45' 66' · Mata 15' | Público: 24,200 Árbitro: NED Kevin Blom |

| 18 de Março | Marseille | 1 – 2     | Benfica                 | Stade Vélodrome, Marseille                 |
| 19:00       | Niang 70' | Relatório | Maxi 75' · Kardec 90+1' | Público: 40,000 Árbitro: SLO Damir Skomina |

| 18 de Março | Standard Liège | 1 – 0     | Panathinaikos | Stade Maurice Dufrasne, Liège                |
| 19:00       | Mbokani 45+2'  | Relatório |               | Público: 29,000 Árbitro: ITA Gianluca Rocchi |

| 18 de Março | Liverpool                        | 3 – 0     | Lille | Anfield, Liverpool                          |
| 21:05       | Gerrard 9' (p) · Torres 49', 89' | Relatório |       | Público: 38,139 Árbitro: ITA Nicola Rizzoli |

| 18 de Março | Sporting CP               | 2 – 2     | Atlético de Madrid | Estádio José Alvalade, Lisbon             |
| 21:05       | Liédson 19' · Polga 45+1' | Relatório | Agüero 3' 33'      | Público: 41,919 Árbitro: GER Knut Kircher |

| 18 de Março | Anderlecht                                                 | 4 – 3     | Hamburg                               | Constant Vanden Stock Stadium, Bruxelas |
| 21:05       | Lukaku 44' · Suárez 45+3' (p) · Biglia 59' · Boussoufa 66' | Relatório | Boateng 42' · Jansen 54' · Petrić 75' | Público: 21,000                         |

| 18 de Março | Wolfsburg                  | 2 – 1 (por) | Rubin Kazan | Volkswagen Arena, Wolfsburg                 |
| 21:05       | Martins 58' · Gentner 119' | Relatório   | Kasaev 21'  | Público: 15,412 Árbitro: SWE Jonas Eriksson |

## Quartas de final
| Equipe 1 | Total      | Equipe 2           | 1.º jogo | 2.º jogo |
| -------- | ---------- | ------------------ | -------- | -------- |
| Fulham   | 3–1        | Wolfsburg          | 2–1      | 1–0      |
| Hamburg  | 5–2        | Standard Liège     | 2–1      | 3–1      |
| Valencia | 2–2 (g.f.) | Atlético de Madrid | 2–2      | 0–0      |
| Benfica  | 3–5        | Liverpool          | 2–1      | 1–4      |

### Jogos de ida
| 1 de Abril | Fulham                | 2 – 1 | Wolfsburg   | Craven Cottage, Londres                    |
| 21:05      | Zamora 59' · Duff 63' |       | Madlung 89' | Público: 22,307 Árbitro: SLO Damir Skomina |

| 1 de Abril | Hamburg                             | 2 – 1     | Standard Liège | HSH Nordbank Arena, Hamburgo                 |
| 21:05      | Petrić 42' (p) · Van Nistelrooy 45' | Relatório | Mbokani 31'    | Público: 50,000 Árbitro: ENG Martin Atkinson |

| 1 de Abril | Valencia                  | 2 – 2     | Atlético de Madrid     | Estadio Mestalla, Valência                 |
| 21:05      | Fernandes 66' · Villa 82' | Relatório | Forlán 59' · López 72' | Público: 50,000 Árbitro: SCO Craig Thomson |

| 1 de Abril | Benfica                 | 2 – 1     | Liverpool | Estádio da Luz, Lisboa                      |
| 21:05      | Cardozo 59' (p) 79' (p) | Relatório | Agger 9'  | Público: 62,629 Árbitro: SWE Jonas Eriksson |

### Jogos de volta
| 8 de Abril | Wolfsburg | 0 – 1     | Fulham    | Volkswagen Arena, Wolfsburg                |
| 21:05      |           | Relatório | Zamora 1' | Público: 24,483 Árbitro: HUN Viktor Kassai |

| 8 de Abril | Standard Liège | 1 – 3     | Hamburg                         | Stade Maurice Dufrasne, Liège              |
| 21:05      | De Camargo 33' | Relatório | Petrić 20' 35' · Guerrero 90+4' | Público: 27,000 Árbitro: POR Pedro Proença |

| 8 de Abril | Atlético de Madrid | 0 – 0     | Valencia | Estádio Vicente Calderón, Madrid           |
| 21:05      |                    | Relatório |          | Público: 50,000 Árbitro: GER Florian Meyer |

| 8 de Abril | Liverpool                             | 4 – 1     | Benfica     | Anfield, Liverpool                         |
| 21:05      | Kuyt 27' · Lucas 34' · Torres 59' 82' | Relatório | Cardozo 70' | Público: 42,377 Árbitro: HOL Björn Kuipers |

## Semifinais
| Equipe 1           | Total      | Equipe 2  | 1.º jogo | 2.º jogo  |
| ------------------ | ---------- | --------- | -------- | --------- |
| Hamburg            | 1–2        | Fulham    | 0–0      | 1–2       |
| Atlético de Madrid | 2–2 (g.f.) | Liverpool | 1–0      | 1–2 (aet) |

### jogos de ida
| 22 de Abril | Hamburg | 0 – 0     | Fulham | HSH Nordbank Arena, Hamburg                  |
| 21:05       |         | Relatório |        | Público: 49,000 Árbitro: DEN Claus Bo Larsen |

| 22 de Abril | Atlético de Madrid | 1 – 0     | Liverpool | Estádio Vicente Calderón, Madrid             |
| 21:05       | Forlán 9'          | Relatório |           | Público: 52,000 Árbitro: FRA Laurent Duhamel |

### Jogos de volta
| 29 de Abril | Fulham                | 2 – 1     | Hamburg    | Craven Cottage, Londres                   |
| 21:05       | Davies 69' · Gera 76' | Relatório | Petrić 22' | Público: 25,700 Árbitro: TUR Cüneyt Çakır |

| 29 de Abril | Liverpool                   | 2 – 1 (pro) | Atlético Madrid | Anfield, Liverpool                       |
| 21:05       | Aquilani 44' · Benayoun 95' | Relatório   | Forlán 102'     | Público: 42,040 Árbitro: NOR Terje Hauge |

## Final
A final foi disputada no dia 12 de maio no HSH Nordbank Arena, do Hamburgo SV.
| 12 de maio | Atlético de Madrid | 2 – 1 (pro) | Fulham     | HSH Nordbank Arena, Hamburgo                |
| 20:45      | Forlán 32' 116'    | Relatório   | Davies 37' | Público: 49,000 Árbitro: ITA Nicola Rizzoli |